# هانس پیتر اشمیت
هانس پیتر اشمیت (به آلمانی: Hanns Peter Schmidt) (متولد ۱۹۳۰ در برلین؛ درگذشته ۳۱ ژوئیه ۲۰۱۷ در دانا پوینت، کالیفرنیا) هندو-ایران‌شناس آلمانی بود که آثار اصلی‌اش در زمینه وداس و گاتاهای زرتشت بود. او همچنین در زمینه ادیان‌های زرتشتی و اساطیر هندی تبحر داشت. در ۱۹۵۷ میلادی، او دکترایش را از دانشگاه هامبورگ در زمینه مطالعات هندو-ایرانی بدست آورد. او بین سال‌های ۱۹۵۹ تا ۱۹۶۱ در پونا، دِکان کالج، به عنوان محقق ارشد کار می‌کرد و بین سال‌های ۱۹۶۱ تا ۱۹۶۴ در هندوستان، در دانشگاه ساگور تدریس می‌کرد. او بین سال‌های ۱۹۶۵ تا ۱۹۶۷ میلادی به عنوان استادیار دانشگاه توبینگن تدریس می‌کرد. سپس کرسی هندو-ایرانی‌شناسی دانشگاه کالیفرنیا لس‌آنجلس به او پیشنهاد گردید که تا سال ۲۰۰۰ تا زمان بازنشستگی‌اش، در آن سمت بود. برای ۲ سال از سال ۱۹۷۴ تا ۱۹۷۶ او استاد مدعو زبان سنسکریت و زبان‌های باستان و میانه ایرانی در دانشگاه لایدن بود.

## آثار
مقالات او در دانشنامه ایرانیکا:
- “Mithra i. Mitra in Old Indian and Mithra in Old Iranian,” Encyclopædia Iranica, online edition, 2006.
- “Simorḡ,” Encyclopædia Iranica, online edition, 2002.